# McKinney's Cotton Pickers
McKinney's Cotton Pickers was een Amerikaanse jazzband, die in 1922 in Springfield werd opgericht door William McKinney.

## Geschiedenis
De band werd bekend onder de leiding van Don Redman, die in 1927 het Fletcher Henderson-orkest verliet om tot 1931 de muzikale leider te blijven van de Cotton Pickers. Onder zijn leiding telde de band naast Duke Ellington en Fletcher Henderson als belangrijkste voorbereider van de swing. Leden waren bekende muzikanten als Benny Carter, Coleman Hawkins, Fats Waller, Roy Eldridge, Doc Cheatham en kortstondig ook Sidney De Paris.
De formatie lukten uitsluitend twee hits in de Billboard top 30: Milenberg Joys (december 1928, #17), die bij de eerste studiosessie in juli 1928 ontstond met onder andere Cuba Austin, John Nesbitt en Todd Rhodes en de nummer 1-hit If I Could Be with You (one Hour Tonight onder Don Redman in augustus 1930 voor Victor Records. Hun laatste opname speelde de formatie in september 1931 in, echter deze keer onder leiding van Benny Carter. De band werd in 1934 ontbonden, nadat commercieel succes uitbleef.
Tijdens de jaren 1970 speelde de band de oude arrangementen van Redman, waarbij ook het oude bandlid David Wilson meespeelde. Oprichter was in 1972 de altsaxofonist David Hutson in Detroit. Van 1972 tot 1975 namen ze drie albums op voor Bountiful Records. Verdere muzikanten waren Ted Buckner (altsaxofoon), George Benson (tenorsaxofoon), Paul Klinger en Tommy Saunders (kornet) en Floyd 'Candy' Johnson (saxofoon).